# ファイナル・ステージ
『ファイナル・ステージ』（The Final Curtain）は、2002年のイギリスのドラマ映画。ピーター・オトゥール、エイダン・ギレン、エイドリアン・レスター、ジュリア・サワラ、パトリック・マラハイド、ラルフ・ブラウン出演。

## ストーリー
売れないヴォードヴィリアンだったJJ・カーティスは、彼を拾ってくれた座長のモンティ・フランクリンが舞台上の事故で全身麻痺になったため、代わりを務めることになる。その一件で名が知られ一躍スターとなり、イギリスのTV界にカムバックを果たす。そしてゲームショー番組『ビッグ・プライズ』でのホスト役を獲得し、その司会ぶりが老若男女に親しまれて国民的長寿番組となる。
イギリスショービズ界のゴッドファーザーと呼ばれるようになり、自分の気に入った挑戦者しか選ばないなど尊大になったJJだが、時代が変わって若い視聴者は過激な演出を求め、彼のライバルで犬猿の仲であるデイヴ・ターナーがホストを務める『カレント・アカウント』が高視聴率を記録する。結果『ビッグ・プライズ』は視聴率が低迷していくが、JJは意に介さずアメリカへの放映権取引を成功させようと躍起になるが、その最中、彼はかかりつけ医のコルワースから、癌で先が長くないことを宣告される。自分の人生を伝記にしてもらうため、JJは新進気鋭の小説家 ジョナサン・スティッチに自分への取材を持ち掛ける。
JJはスティッチとともにアメリカショービズ界の重役たちとの放映権取引を進めるが、重役たちはすでにターナーの番組を買う方向で行こうとしていた。それを知ったJJは闘争心を燃やしデイヴを貶める計画を考え、自分へ余命宣告し付きまとってくるコルワース医師を無視し続ける。だが遂に捕まってしまい、JJとコルワース医師は口論になる。焦ったスティッチは、路上にあったゴミ箱でコルワース医師の頭を思い切り殴りつけてしまう。JJはこれでいいとスティッチに話し、彼を逃がした後で瀕死のコルワース医師にとどめを刺す。罪悪感とJJへの不信感から、スティッチは彼の過去の汚点を見つけるため、周辺人物への取材を始める。

## キャスト
※括弧内は日本語吹替
- JJ・カーティス - ピーター・オトゥール（堀勝之祐）
- デイヴ・ターナー - エイダン・ギレン（小森創介）
- ジョナサン・スティッチ - エイドリアン・レスター（楠大典）
- カレン・ウィレット - ジュリア・サワラ（英語版）（佐々木優子）
- コルワース医師 - パトリック・マラハイド（稲葉実）
- ティモシー - ラルフ・ブラウン（村田則男）
- リンダ - サリー・デクスター（英語版）（野沢由香里）
- 牧師 - イアン・マクニース（岩崎ひろし）
- モンティ・フランクリン - チャールズ・サイモン
- デクラン・ファレル - マーク・ウィリアムズ（仲野裕）

## スタッフ
- 監督 - パトリック・ハーキンス
- 脚本 - ジョン・ホッジ
- 製作 - クリストファー・ヤング
- 製作総指揮 - ドリュー・ジョーンズ、アンドリュー・マクドナルド
- 撮影監督 - オリヴァー・カーティス
- 編集 - スコット・トーマス、ジャスティン・ライト
- 音楽 - マーク・トーマス
- 衣裳デザイン - スザンナ・バクストン

日本語版スタッフ
- 日本語字幕 - 藤澤睦美
- 吹替翻訳 - 前田美由紀
- 吹替演出 - 中野洋志
- 吹替製作 - ACクリエイト